# Distretto di Willisau
Il distretto di Willisau (Wahlkreis Willisau) è un distretto del Canton Lucerna, in Svizzera. Confina con i distretti di Sursee a est e di Entlebuch a sud, con il Canton Berna (circondari dell'Emmental e dell'Alta Argovia) a ovest e con il Canton Argovia (distretto di Zofingen) a nord. Il capoluogo è Willisau. Ha sostituito, dal 1º gennaio 2013, l'omonimo Amt, di cui ricalca perfettamente il territorio.

## Comuni
Amministrativamente è diviso in 21 comuni:
- Alberswil
- Altbüron
- Altishofen
- Dagmersellen
- Egolzwil
- Ettiswil
- Fischbach
- Grossdietwil
- Hergiswil bei Willisau
- Luthern
- Menznau
- Nebikon
- Pfaffnau
- Reiden
- Roggliswil
- Schötz
- Ufhusen
- Wauwil
- Wikon
- Willisau
- Zell

### Fusioni
- 2006: Buchs, Dagmersellen, Uffikon → Dagmersellen
- 2006: Ettiswil, Kottwil → Ettiswil
- 2006: Langnau bei Reiden, Reiden, Richenthal → Reiden
- 2006: Willisau Land, Willisau Stadt → Willisau
- 2013: Ohmstal, Schötz → Schötz
- 2020: Altishofen, Ebersecken → Altishofen
- 2021: Gettnau, Willisau → Willisau